# Coleophora murinella
Coleophora murinella é uma espécie de mariposa do gênero Coleophora pertencente à família Coleophoridae.